# جمجمال
جمجمال (بالكردية: چه‌مچه‌ماڵ، Çemçemal‏) مدينة عراقية ومركز قضاء في محافظة السليمانية، بلغ عدد سكانها 65,300 الف نسمة حسب تقديرات عام 2018. جمجمال موطن قبيلة الهموند الناطقة بالجورانية.
أغلبية سكان المدينة والقضاء من الأكراد. وقد كانت المدينة سابقا جزءا من محافظة كركوك وهي تعتبر حاليا من المناطق المتنازع عليها وتخضع لإدارة إقليم كردستان.
كانت في عهد السلاجقة تسمى سلطان اباد وعثر على قرية جرمو الاثرية بقرب من جمجمال والتي تعتبر اقدم قرية زراعية في العالم تعود تاريخ بنائها أو الحياة في هذه القرية إلى ماقبل 7000 سنة قبل الميلاد. بعد التنقيبات التي احريت اخيرا بحثاً عن النفط والغاز نتحت عنها بان جمجمال يمتلك احتياطي من النفط والغاز.

## المناخ
يظهر الجدول التالي التغييرات المناخية على مدار السنة لجمجمال:
| البيانات المناخية لـجمجمال        | البيانات المناخية لـجمجمال | البيانات المناخية لـجمجمال | البيانات المناخية لـجمجمال | البيانات المناخية لـجمجمال | البيانات المناخية لـجمجمال | البيانات المناخية لـجمجمال | البيانات المناخية لـجمجمال | البيانات المناخية لـجمجمال | البيانات المناخية لـجمجمال | البيانات المناخية لـجمجمال | البيانات المناخية لـجمجمال | البيانات المناخية لـجمجمال | البيانات المناخية لـجمجمال |
| الشهر                             | يناير                      | فبراير                     | مارس                       | أبريل                      | مايو                       | يونيو                      | يوليو                      | أغسطس                      | سبتمبر                     | أكتوبر                     | نوفمبر                     | ديسمبر                     | المعدل السنوي              |
| --------------------------------- | -------------------------- | -------------------------- | -------------------------- | -------------------------- | -------------------------- | -------------------------- | -------------------------- | -------------------------- | -------------------------- | -------------------------- | -------------------------- | -------------------------- | -------------------------- |
| متوسط درجة الحرارة الكبرى °م (°ف) | 10.3 (50.5)                | 12.2 (54.0)                | 16.6 (61.9)                | 22.6 (72.7)                | 30.1 (86.2)                | 36.7 (98.1)                | 40.4 (104.7)               | 40.2 (104.4)               | 36.2 (97.2)                | 29.5 (85.1)                | 20.1 (68.2)                | 13.0 (55.4)                | 25.7 (78.2)                |
| متوسط درجة الحرارة الصغرى °م (°ف) | 1.3 (34.3)                 | 2.5 (36.5)                 | 6.0 (42.8)                 | 10.6 (51.1)                | 15.8 (60.4)                | 21.3 (70.3)                | 24.6 (76.3)                | 24.7 (76.5)                | 20.3 (68.5)                | 14.9 (58.8)                | 8.6 (47.5)                 | 3.3 (37.9)                 | 12.8 (55.1)                |
| الهطول مم (إنش)                   | 126 (5.0)                  | 104 (4.1)                  | 108 (4.3)                  | 60 (2.4)                   | 29 (1.1)                   | 0 (0)                      | 0 (0)                      | 0 (0)                      | 0 (0)                      | 5 (0.2)                    | 47 (1.9)                   | 86 (3.4)                   | 565 (22.2)                 |
| المصدر: Climate-data.org          |                            |                            |                            |                            |                            |                            |                            |                            |                            |                            |                            |                            |                            |